# Joachim Heinke
Joachim Heinke (* 4. November 1959) ist ein ehemaliger deutscher Fußballspieler.

## Karriere
Heinke spielte bis 1980 für den SG Kirchheim und wechselte dann zum SV Sandhausen. Dort stellte der Stürmer sein Können in der Fußball-Oberliga Baden-Württemberg unter Beweis. Er erzielte als bester Torschütze seines Teams 20 Treffer in 33 Spielen. Dort wurde er hinter Fritz Walter Zweiter im Kampf um die Torjägerkanone. Mit Sandhausen musste er sich nicht mit dem zweiten Platz zufriedengeben. Es wurde Platz eins vor den Amateuren des VfB Stuttgarts belegt. Heinke feierte die Meisterschaft in der Oberliga der Saison 1980/81. Anschließend wechselte er zum Karlsruher SC, für den er 3 Bundesligaspiele bestritt, in denen er 1 Tor schoss. Bei seinem Debüt für den KSC wurde er nach der 1. Halbzeit eingewechselt und erzielte vier Minuten später den Ausgleichstreffer zum zwischenzeitlichen 1:1, das Spiel ging 1:2 gegen Bayer Leverkusen verloren. Bei seinen zwei weiteren Einsätzen gegen den 1. FC Kaiserslautern und Borussia Dortmund konnte Heinke keinen Punkt gewinnen, beide Spiele wurden verloren. Trotz der drei Niederlagen mit Heinkes Beteiligung konnte der KSC die Klasse halten. Heinke verließ Karlsruhe und kehrte nach einem Jahr Bundesliga zu Sandhausen zurück. Mit Sandhausen belegte er den dritten Platz in der Abschlusstabelle und erzielte 18 Treffer.